# وشم نواری
وشم نواری (نام علمی: Crypturellus casiquiare) نام یک گونه از سرده دمچه‌پنهان‌ها است.